# Philisca obscura
Philisca obscura là một loài nhện trong họ Anyphaenidae.
Loài này thuộc chi Philisca. Philisca obscura được Eugène Simon miêu tả năm 1886.